# منتخب الكويت تحت 17 سنة لكرة القدم
منتخب الكويت لكرة القدم هو منتخب تحت 17 سنة وهو ممثل الكويت الرسمي في رياضة كرة القدم وفي بطولات كرة القدم تحت 17 سنة.